# 괴도 조커
《괴도 조커》(일본어: 怪盗ジョーカー)는 타카하시 히데야스(たかはしひでやす)가 제작한 일본의 만화 시리즈이다. 제58회 쇼가쿠칸 만화상 아동 부문에서 수상했다. 신에이 동화에서 애니메이션화되었다.
대한민국에서는 카툰 네트워크를 통해 2015년 3월에 방송되었다.